# كأس السلطان للشباب
كأس السلطان للشباب كأس السلطان قابوس للشباب هي مسابقة للشباب انطلقت في عام 1998 وتقام في سلطنة عمان للشباب العماني، وتحظى بأهمية خاصة لدى قطاع الرياضة والشباب، وتعتبر داعما رئيسيا للأندية في تحقيق أهدافها المنشودة والنهوض بالأنشطة الرياضية والشبابية، عن طريق زيادة الأنشطة المنفذة بالأندية بمختلف أنواعها والحرص على توثيق العلاقة بين النادي والمجتمع بمختلف فئاته وتأكيدا للدور الذي تقوم به الأندية في خدمة المجتمع وتنمية الموارد البشرية تنمية متوازنة رياضيا وفكريا من خلال التشجيع على أسس النجاح والتنافس الشريف واستثمار أوقات الفراغ بما يعود بالنفع على الشباب وعلى المجتمع .

## الرؤية
المساهمة في رفع مستوى إدارة الأنشطة الشبابية والرياضية وتعزيز مكانة الأندية في المجتمع المحيط بها.

## الرسالة
تحقيق رؤية شاملة أكثر عمقا لدور الأندية لتكون مؤسسة حاضنة للشباب وداعمة لأنشطتهم الرياضية والفكرية والثقافية ومساهمة في غرس وتعزيز مفهوم المواطنة والعمل التطوعي لديهم .

## الأهداف
تعمل المسابقة على تحقيق الأهداف التالية :
1. دعم وإبراز الجهود المبذولة من قبل الأندية بهدف تنمية وتطوير أدائها على كافة المستويات الرياضية والشبابية والإدارية والمالية وفق معايير التقييم المعتمدة .
2. تشجيع الأندية لتحقيق معايير الجودة والحوكمة في مجال الإدارة الرياضية من خلال توفير الحوافز المعنوية والمادية المناسبة .
3. تطوير العمل الرياضي والشبابي من خلال دعم المبادرات التي تساعد على تحقيق أهداف الأندية .
4. تسليط الضوء على مفهوم العمل في المجال الرياضي والشبابي ورفع الوعي بأهمية دور الأندية في رعاية الشباب والاستجابة لتطلعاته .

## شروط المشاركة
يشترط في الاندية الرياضية المتقدمة للمسابقة :
- أن تكون مشهرة وفق قانون الهيئات الخاصة العاملة في المجال الرياضي .
- أن تقوم الأندية بتعبئة الاستمارات الموجودة بملف الترشح بكل عناية ودقة والحصول على اعتماد الجهات المعنية وتقديمها في المواعيد المحددة .
- أن تكون ملفات الترشح معتمدة من قبل أمين السر ورئيس النادي .

## النتائج
نتائج المسابقة خلال أربعة أعوام :
- في عام 2010م حصل نادي الإتفاق على المركز الأول ، وحصل نادي السيب على المركز الثاني ، كما حصل نادي ظفار على المركز الثالث ، ونادي نزوى على المركز الرابع .
- في عام 2011م حصل نادي النصر على المركز الأول ، وحصل نادي الإتفاق على المركز الثاني ، كما حصل نادي السويق على المركز الثالث ، ونادي السيب على المركز الرابع .
- في عام 2012م حصل نادي السيب على المركز الأول ، وحصل نادي الرستاق على المركز الثاني ، كما حصل نادي الإتفاق على المركز الثالث ، ونادي نزوى على المركز الرابع .
- في عام 2013م حصل نادي صحم على المركز الأول ، وحصل نادي ظفار على المركز الثاني ، كما حصل نادي السيب على المركز الثالث ، ونادي النصر على المركز الرابع .